# Ellgaard (Dollerup)
Ellgaard ist ein Ortsteil der Gemeinde Dollerup in Angeln im Kreis Schleswig-Flensburg in Schleswig-Holstein der nach der dort ursprünglich gelegenen Burganlage namens Ellgaard benannt wurde. Der Ortsteil Ellgaard gehört seit 1970 zum Amt Langballig.

## Namensherkunft
Der Ortsteil und die Straße Ellgaard hat den Namen vom alten Gut Ellgaard, das nördlich vom Neukirchner Weg lag. Laut Landesarchiv in Schleswig war das Gut Ellgaard ein so genannter Meierhof (Haupthof) zum Gut Unewatt.
In alten Kirchenbüchern heißt es auch das „adlige Gut Ellgaard“. Wann der erste Hof Ellgaard erbaut wurde, ist unbekannt. Das Wort ist dänischen Ursprungs, wobei Ell oder Elle „Erle“ bedeutet und gaard „befestigter Hof“, also „Erlenhof“.
Auf einer Karte aus dem 16. Jahrhundert von Marcus Jordanus erscheint der Ort als Elgart.

## Geschichte

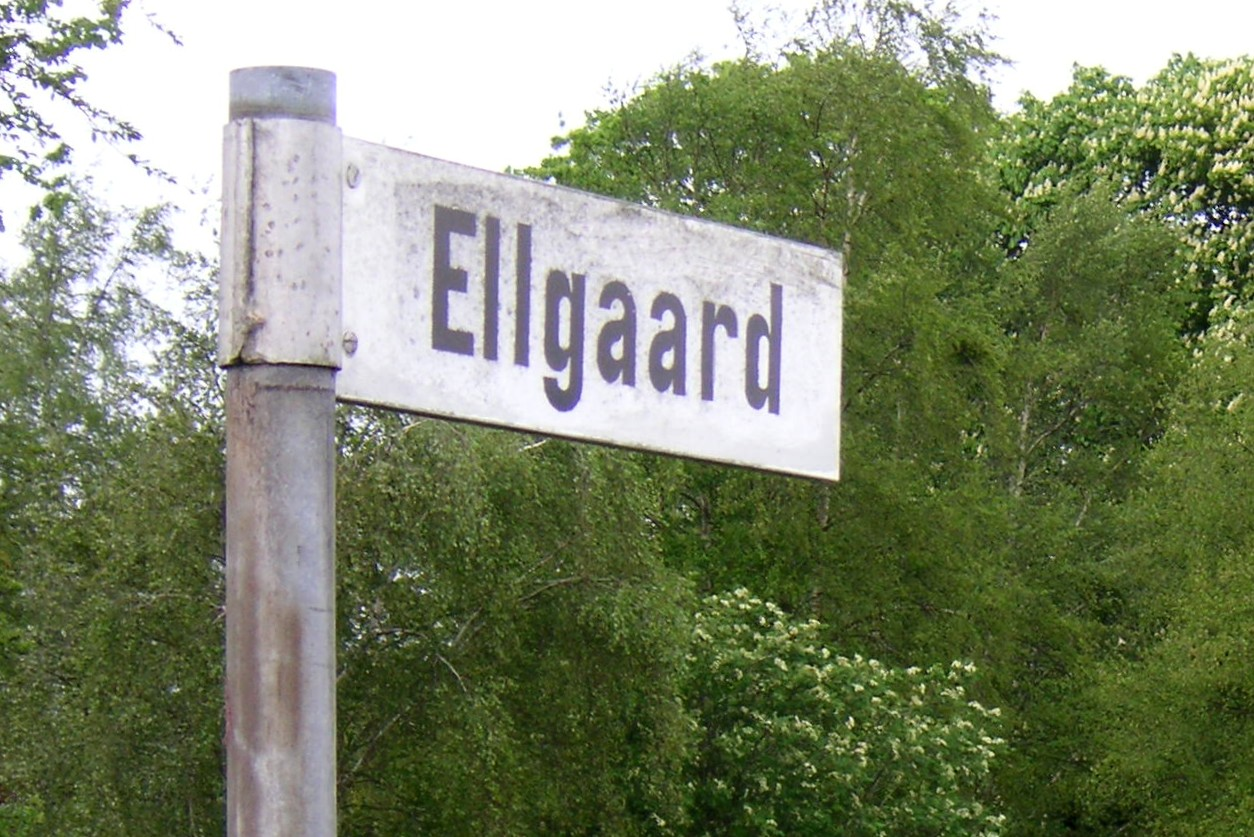
Straßenschild 2006

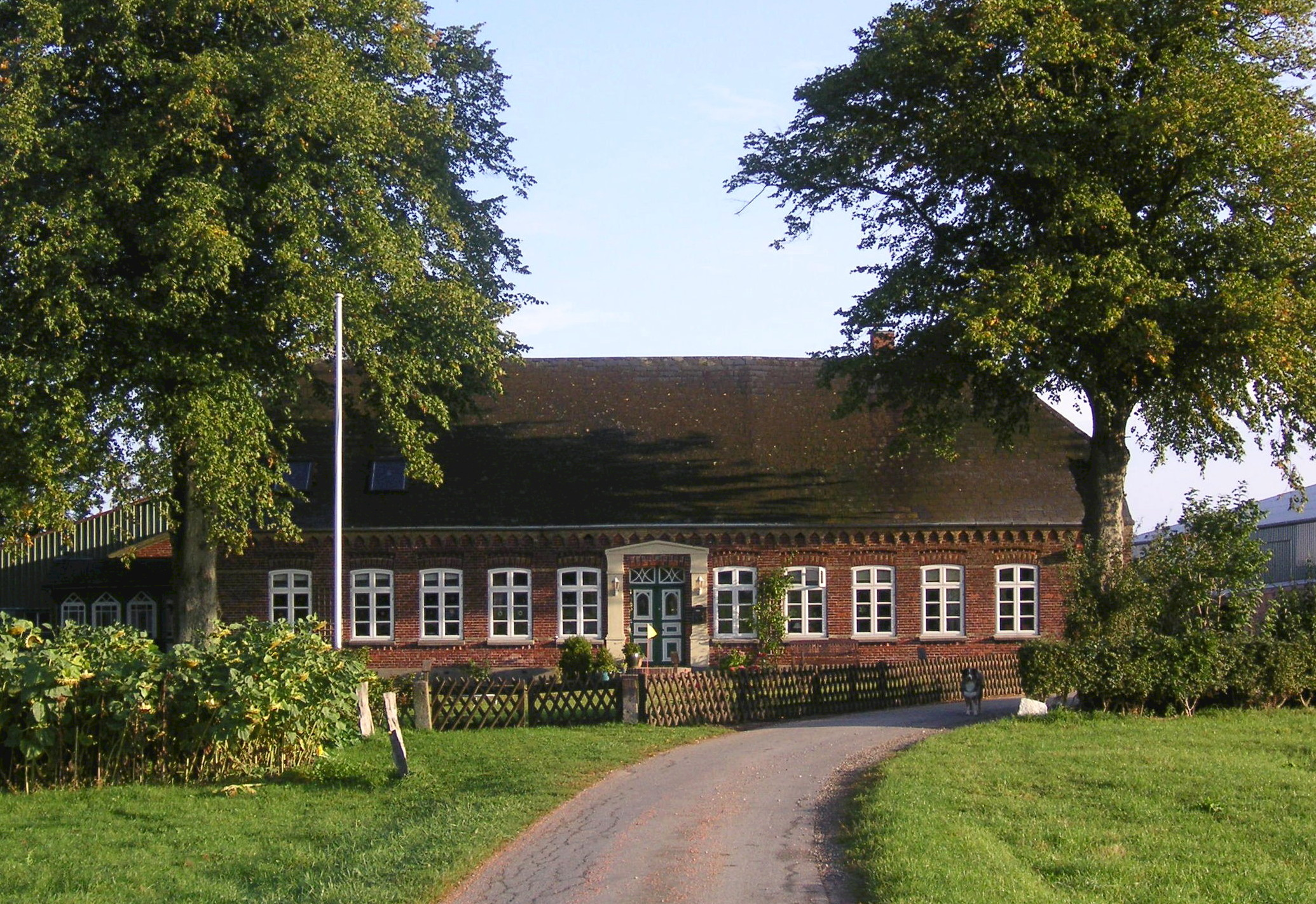
Der Hof Ellgaard von 1881

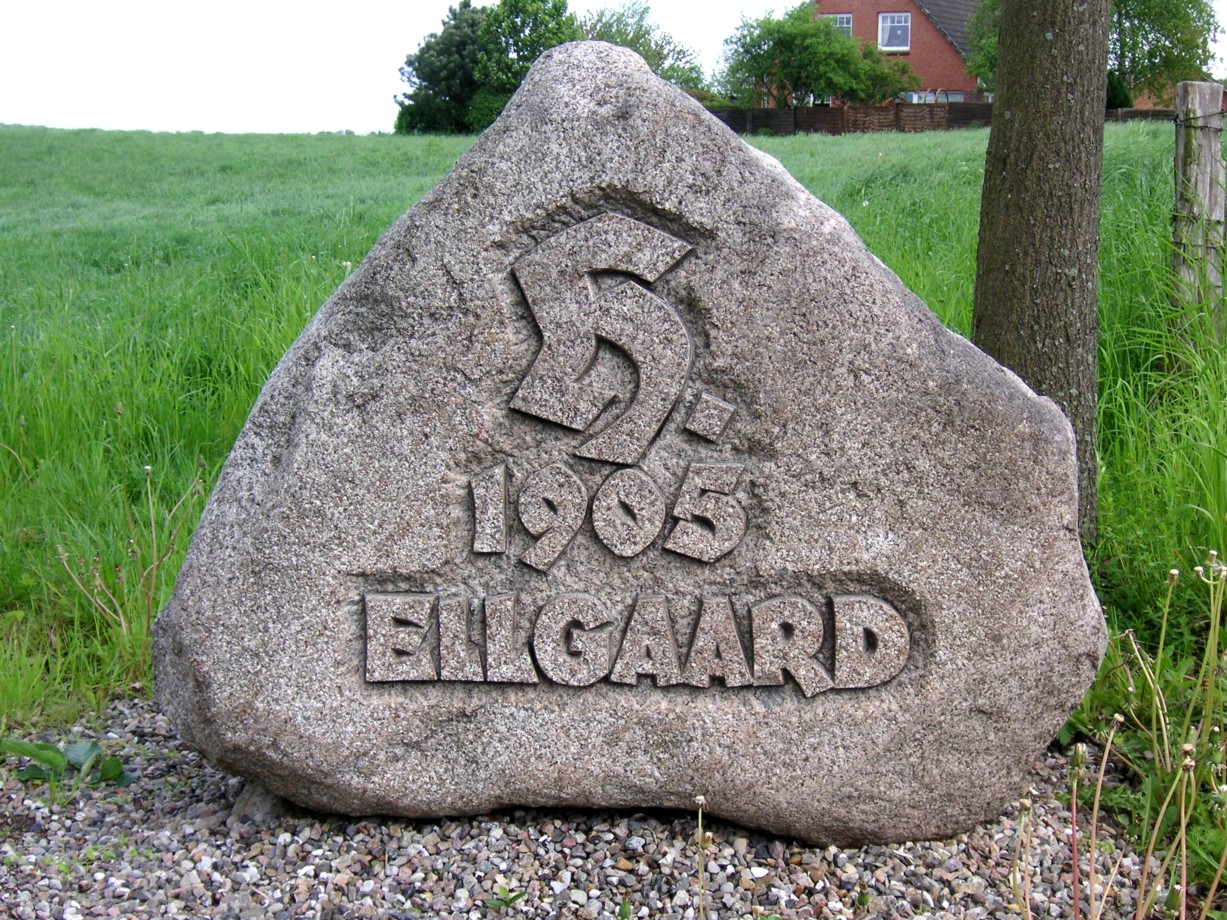
Gedenkstein Ellgaard 1905

Die Besitzer von Gut Ellgaard zwischen 1500 und 1700 sind gewesen:
Das Adelsgeschlecht von dem Hagen auf Nübel war um 1500 Besitzer des Gutes Ellgaard, sie war auch Besitzer der Güter Nübel, Steinberg (später Östergaard) und Grumtoftgaard (später Lundsgaard). Der Besitzer ab etwa 1488 war Claus Joachimssohn v. d. Hagen, der 1500 bei Hemmingstedt fiel, nach ihm kam seine Witwe Anna v. d. Hagen (geborene v. Breide; † 1539). Sie bezog als Witwensitz das Gut Ellgaard, das sie in ihre zweite Ehe mitbrachte. Der ältere Sohn Claus Claussohn v. d. Hagen auf Ellgaard fiel 1523 bei der Belagerung von Kopenhagen.
Es kam zu einem langgezogenen Rechtsstreit um das Gut, den der herzoglich gottorfische Rat Henneke Joachimssohn v. d. Hagen († 1597) gewann. Sein überschuldeter Sohn Claus v. d. Hagen († 1641) verpfändete das Gut Ellgaard 1598 an Wulf von Damme, er überließ das Gut an seine Schwiegertochter Anna von Rantzau. Sie verkaufte es 1621 an Herzog Hans der Jüngere von Glücksburg († 1622), danach folgte Herzog Philip von Schleswig-Holstein zu Glücksburg († 1663).
Christian Hageman kaufte 1639 den Stamm des Gutes samt zwei Katen in Dollerup für 1.020 Thaler. Johan Rasch war um 1700 Besitzer, er starb 1705 und hinterließ das Gut Ellgaard seinem Sohn Johann Rasch.
Wann und warum das alte Gut Ellgaard verschwand ist unklar, möglicherweise um 1880, da 1881 der neue, heute noch bestehende, Hof Ellgaard erbaut wurde. Die damaligen Gebäude lagen hinter der Villa Haus Ellgaard auf einer Anhöhe in der Koppel. Platz der Gebäude und des Hofgrabens sind noch festzustellen. Die Villa Haus Ellgaard wurde 1905 von Nikolaus Nielsen aus Seeklüft erbaut. Ihm gehörte auch das Gut Ellgaard, das er aber im gleichen Jahre an Hans Henningsen, dem Vorfahren der heutigen Besitzer, verkaufte. Ein Gedenkstein an der Wegmündung Neukirchner Weg / Ellgaard erinnert an dieses Jahr.